# Honda Takuto
Takuto Honda (sinh ngày 28 tháng 5 năm 1995) là một cầu thủ bóng đá người Nhật Bản.

## Sự nghiệp câu lạc bộ
Takuto Honda đã từng chơi cho V-Varen Nagasaki.